# Москалёва, Лариса
Лариса Москалёва (узб. Larisa Moskalyova) — узбекская певица, поющая на узбекском, каракалпакском, русском и других языках, интернациональная исполнительница в более десятка музыкальных жанров, в том числе шашмакома, тренер и мастер чёрного пояса по тхэквондо. Выступает также под сценическим псевдонимом «Марварид» (узб. Marvarid — жемчуг/жемчужина). Заслуженная артистка Узбекистана. Народная артистка Каракалпакстана.

## Биография
Лариса Москалева родилась 28 сентября 1974 года в городе Джизак Узбекской ССР. Окончила с отличием музыкальную школу по классу виолончель, в дальнейшем музыкальное училище имени Хамзы по классу вокала. После окончания училища поступила на факультет режиссуры, в Государственный институт Культуры имени Абдуллы Кадыри, который также окончила с отличием. Также окончила аспирантуру данного института. Является магистром культурологии.
С детства решила посвятить жизнь сцене, занималась в самодеятельности и была солисткой-вокалисткой в разных музыкальных коллективах. С 1992 года на профессиональной сцене. Пела, играла в театральных постановках известного в мире театра Марка Вайля — «Ильхом», затем работала в музыкально-драматическом театре «Аладдин» в Ташкенте. Больше года работала на национальном государственном спортивном телевизионном канале «Sport» в роли ведущей интерактивного ток-шоу «Рондо». В 2001 году Лариса Москалёва вошла в историческую книгу «Выдающиеся женщины 20 века».
Лариса также является первой женщиной в Узбекистане официально защитившей чёрный пояс, первый дан по Таэквон-до (ВТФ). Была членом национальной женской сборной Узбекистана и параллельно вела успешную тренерскую деятельность. На данный момент многие ученики Ларисы имеют титулы Чемпионов Европы, Азии и Мира.

## Конкурсы и фестивали
- 1990 год — Конкурс польской песни. Ташкент — 1 премия
- 1994 год — Конкурс корейской песни. Ташкент — 1 премия
- 1995 год — Телевизионный конкурс Утренняя звезда. Москва — 1 премия
- 1996 год — Конкурс победителей «Утренняя звезда». Москва — Лауреат.
- 1997 год — Республиканский телеконкурс патриотической песни «Узбекистан — Родина моя». Ташкент — Гран-При
- 1997 год — Конкурс молодых исполнителей «Янги Тароналар». Джизак-2 премия
- 1997 год — Международный фестиваль фольклора «Шарк Тароналари» в Самарканде. Участник программы.
- 1998 год — Международный конкурс — фестиваль «Крымские Зори» в Ялте. Украина — 2 премия
- 1998 год — Республиканский телеконкурс «Узбекистан-Родина моя». Ташкент — 2 премия
- 1999 год — Республиканский телеконкурс эстрадной песни «САДО». Ташкент — 1 премия
- 1999 год — Республиканский конкурс патриотической песни «Узбекистон — Ватаним маним». Ташкент — 1 премия
- 1999 год — Международный фестиваль фольклора «Шарк Тароналари».
- 2000 год — Гастрольный тур по США, Германии, странам Европы и Азии.
- 2000 год — Присвоено звание заслуженной артистки Республики Узбекистан[источник не указан 3609 дней].
- 2001 год — Международный телевизионный конкурс Золотой Шлягер. Белоруссия — 1 премия
- 2001 год — Приз «ТАРОНА» в номинации «Лучший Голос»
- 2002 год — Участие в съёмках международной телепередачи «Шире круг» в Москве.
- 2002 год — Участница международного кинофестиваля «КИНОШОК» в Москве.
- 2002 год — Международный Телевизионный конкурс «Славянский Базар». Белоруссия — 3 премия.
- 2002 год — Приз «ТАРОНА» В номинации «Лучший Сценический Образ».
- 2002 год — Гастрольный тур по Узбекистану, странам СНГ и Азии.
- 2002 год — Присвоено звание Народной артистки республики Каракалпакстан[источник не указан 3609 дней].
- 2003 год — Международный конкурс песни «DISCOVERY» в Варне. Болгария — 3 премия.
- 2003 год — Международный конкурс поп-Рок музыки «Сарандов» в г. Добрич, Болгария — 1 премия

## Личная жизнь
За время своей сольной деятельности Лариса Москалёва гастролировала во многих странах мира: Израиль, Германия, США, Арабские Эмираты,Пакистан, Китай, Азербайджан, Украина, Белоруссия, Казахстан, Киргизстан, Россия и т. д.
Выпустила 7 альбомов, снялась в двух музыкальных фильмах, исполнила роль Ойхон в мюзикле Фарруха Закирова «Майсара — Супер Звезда». Участвует в празднованиях, посвящённых Независимости Республики Узбекистан и Навруз на главных сценах страны и зарубежья. Ведёт благотворительную деятельность, выступая в детских домах, горячих точках, военных госпиталях. Более 30 благотворительных концертов провела в разных исправительных колониях страны.
Любит читать художественную литературу, писать песни для будущих своих альбомов и молодых исполнителей. Приняла активное участие в известном национальном проекте в защиту вымирающих животных Средней Азии, где приняла облик туркестанской рыси.
Сочиняет песни на четырёх языках: узбекском, каракалпакском, русском и английском.
Замужем. Воспитывает двоих маленьких дочерей Сибэль и Амели. Создание семьи считает своим главным достижением.

## Награды и достижения
- Заслуженная артистка Узбекистана.
- Народная артистка Каракалпакстана.
- Лауреат различных международных конкурсов.